# 諸澤英道
諸澤 英道（もろさわ ひでみち、1942年6月28日 - ）は、日本の刑事学者。専門は被害者学、犯罪学、刑事学、刑事政策学、少年法制。日本における被害者学の中心的な人物。
常磐大学で理事長を務めた。

## 経歴
茨城県水戸市出身。諸澤正道（1923 - 2003、文部事務次官、常盤大学理事長）の甥。茨城県立水戸第一高等学校を経て、1966年慶應義塾大学法学部法律学科卒業。1971年同大学大学院法学研究科博士課程満期退学。
1994年常磐大学人間科学研究科教授、学長、理事長。日本被害者学会理事（設立時の事務局長）。（財）アジア刑政財団学術評議員。全国被害者支援ネットワーク顧問。全国犯罪被害者の会顧問。いばらき被害者支援センター顧問。1997年「世界被害者学会」より表彰される。

## 年表
- 1974‐2012 慶應義塾大学法学部講師
- 1989‐2016 常磐大学大学院教授
- 1990‐2013 日本被害者学会理事
- 1991‐2002 常磐大学学長
- 1992‐現在 アジア刑政財団学術顧問
- 1995‐現在 いばらき被害者支援センター顧問
- 2000‐2018 全国犯罪被害者の会（あすの会）顧問
- 2003‐2012 常磐大学理事長
- 2004‐2011 男女共同参画会議・女性に対する暴力専門調査会委員
- 2004‐2012 法務省・被害者の視点を取り入れた教育研究会委員
- 2006‐2016 常磐大学国際被害者学研究所教授
- 2006‐現在 世界被害者学会理事

## 著書
- 『被害者学入門』成文堂 1992
- 『被害者支援を創る』岩波ブックレット 1999

## 共編著
- 『トラウマから回復するために』編著 講談社 1999
- 『被害者学と被害者心理』小西聖子共編 東京法令出版 講座被害者支援 2001
- 『被害者のための正義 国連被害者人権宣言関連ドキュメント』訳著 成文堂 2003